# 紐敦 (波伊斯)
紐敦是英國威爾斯的一座城鎮。也是波伊斯最大的城鎮。2001年，紐頓有人口12,783人，在2011年減少至11,357人。紐頓是羅伯特·歐文的出生地。

## 友好城市
- 法國 莱塞比耶

## 外部連結
- Official website （页面存档备份，存于）
- Newtownweather.co.uk （页面存档备份，存于） - Newtown weather